# Thylakogaster namibiensis
Thylakogaster namibiensis är en kräftdjursart som beskrevs av Nils Brenke och Buschmann 2009. Thylakogaster namibiensis ingår i släktet Thylakogaster och familjen Haplomunnidae. Inga underarter finns listade i Catalogue of Life.